# Liste des lieux-dits du comté de Carleton
Voici la liste des localités du comté de Carleton. Cette liste est destinée à accueillir tous les lieux-dits, hameaux et quartiers du comté de Carleton, au Nouveau-Brunswick, de manière à les situer dans leur municipalités respectives. Les archives provinciales du Nouveau-Brunswick recensent 349 lieux, auxquels s'ajoutent quelques-uns recensés par des chercheurs comme William Francis Ganong.
- Haut – A
- B
- C
- D
- E
- F
- G
- H
- I
- J
- K
- L
- M
- N
- O
- P
- Q
- R
- S
- T
- U
- V
- W
- X
- Y
- Z

| Nom                         | Gouvernement local                          | Localisation                 | Type                                                                     |
| --------------------------- | ------------------------------------------- | ---------------------------- | ------------------------------------------------------------------------ |
| Aberdeen, paroisse de       | -                                           |                              | Paroisse civile                                                          |
| Alexandrina,                | Paroisse de Peel                            | 46° 23′ 01″ N, 67° 31′ 09″ O | Ancien nom de Lansdowne                                                  |
| Antworth Corner             | Paroisse de Wicklow                         | 46° 29′ 20″ N, 67° 41′ 29″ O | Regroupé à Wakem Corner                                                  |
| Argyle                      | Paroisse d'Aberdeen                         | 46° 30′ 45″ N, 67° 20′ 25″ O | Hameau                                                                   |
| Armond                      | Paroisse de Brighton                        | 46° 24′ 49″ N, 67° 22′ 56″ O | Hameau                                                                   |
| Ashland                     | Paroisse de Brighton                        | 46° 18′ 54″ N, 67° 27′ 36″ O | Hameau                                                                   |
| Avondale                    | Paroisse de Wilmot                          | 46° 18′ 59″ N, 67° 38′ 43″ O | Hameau                                                                   |
| Avondale Road               | Paroisse de Wilmot                          | 46° 18′ 17″ N, 67° 39′ 38″ O | Hameau                                                                   |
| Bannon                      | Paroisse de Brighton                        | 46° 22′ 17″ N, 67° 27′ 51″ O | Hameau                                                                   |
| Bath                        | -                                           | 46° 30′ 40″ N, 67° 35′ 35″ O | Village                                                                  |
| Beaufort                    | Paroisse de Kent                            | 46° 34′ 58″ N, 67° 17′ 20″ O | Hameau                                                                   |
| Becaguimec                  | Hartland                                    | 46° 18′ 10″ N, 67° 31′ 17″ O | Ancien nom d'Hartland                                                    |
| Becaguimic                  | Hartland                                    | 46° 18′ 10″ N, 67° 31′ 17″ O | Ancien nom d'Hartland                                                    |
| Beckim Settlement           | Paroisse de Wilmot                          | 46° 18′ 44″ N, 67° 43′ 30″ O | Hameau                                                                   |
| Bedell Settlement           | Paroisse de Woodstock                       | 46° 08′ 00″ N, 67° 39′ 13″ O | Hameau                                                                   |
| Beechwood                   | Paroisse de Kent                            | 46° 32′ 38″ N, 67° 39′ 36″ O | Hameau                                                                   |
| Belleville                  | Paroisse de Wakefield                       |                              | Hameau                                                                   |
| Benton                      | -                                           |                              | District de services locaux                                              |
| Benton Ridge                | Paroisse de Woodstock                       |                              | Hameau                                                                   |
| Biggar Ridge                | Paroisse d'Aberdeen                         |                              | Hameau                                                                   |
| Blackies Landing            | Paroisse de Richmond                        |                              | Débarcadère                                                              |
| Blacks Corner               | Paroisse de Wakefield                       |                              | ?                                                                        |
| Blairs Mills                | Debec                                       |                              | Ancien nom de Debec                                                      |
| Bloomfield                  | Paroisse de Wilmot                          |                              | Hameau                                                                   |
| Blowdon                     | Paroisse de Richmond                        |                              | Hameau                                                                   |
| Boundary Presquile          | Paroisse de Wicklow                         |                              | Regroupé à Lower Royalton                                                |
| Bowyers Corner              | Paroisse de Wakefield                       |                              | Ancien nom de Victoria Corner                                            |
| Bradley Corner              | Paroisse de Wilmot                          |                              | Hameau                                                                   |
| Braenut                     | Paroisse de Kent                            |                              | Hameau                                                                   |
| Briggs Corner               | Paroisse de Wakefield                       |                              | Hameau                                                                   |
| Briggs Corner               | Paroisse de Northampton                     |                              | Hameau                                                                   |
| Brighton, paroisse de       | -                                           |                              | Paroisse civile                                                          |
| Bristol                     | Florenceville-Bristol                       |                              | Fusionné à Florenceville en 2008                                         |
| Brookville                  | Paroisse de Wilmot                          |                              | Hameau                                                                   |
| Brown                       | Paroisse de Kent                            |                              | Embranchement ferroviaire                                                |
| Bubar                       | Paroisse de Wicklow                         |                              | Ancien nom de Summerfield                                                |
| Bubar Town                  | Paroisse de Wicklow                         |                              | Ancien nom de Summerfield                                                |
| Bulls Creek                 | Paroisse de Woodstock                       |                              | Hameau                                                                   |
| Bumfrau                     | Paroisse de Kent                            | 46° 32′ 38″ N, 67° 39′ 36″ O | Ancien nom de Beechwood                                                  |
| Buttermill Creek            | Florenceville-Bristol                       |                              | Ancien nom de Florenceville                                              |
| Campbell Settlement         | Paroisse de Richmond                        |                              | Hameau                                                                   |
| Canaan                      | Paroisse de Kent                            |                              | Ancien nom de Giberson Settlement                                        |
| Canaan                      | Paroisse de Kent                            |                              | Ancien nom de Holmesville                                                |
| Carlisle                    | Paroisse de Brighton                        |                              | Hameau                                                                   |
| Carlow                      | Paroisse de Kent                            |                              | Hameau                                                                   |
| Carr                        | Paroisse de Northampton                     |                              | Point ferroviaire                                                        |
| Carvell                     | Paroisse de Wilmot                          |                              | Hameau                                                                   |
| Cedar Hill                  | Paroisse de Woodstock                       |                              | Regroupé à Lower Woodstock                                               |
| Center Glassville           | Paroisse d'Aberdeen                         |                              | Hameau                                                                   |
| Centreville                 | -                                           |                              | Village                                                                  |
| Champmanville               | Paroisse de Kent                            |                              | Hameau                                                                   |
| Charleston                  | Paroisse de Simonds, paroisse de Wilmot     |                              | Hameau                                                                   |
| Chester                     | Paroisse de Wicklow                         |                              | Regroupé à Wicklow                                                       |
| Clearview                   | Paroisse de Wicklow                         |                              | Hameau                                                                   |
| Clearwater                  | Paroisse d'Aberdeen                         |                              | ?                                                                        |
| Cloverdale                  | Paroisse de Brighton                        |                              | Hameau                                                                   |
| Cloverdale East             | Paroisse de Brighton                        |                              | Ancien nom de East Cloverdale                                            |
| Colbert Corner              | Paroisse de Northampton                     |                              | Regroupé à Newburg                                                       |
| Coldstream                  | -                                           |                              | District de services locaux                                              |
| Coldstream East             | Paroisse de Brighton                        |                              | Ancien nom de East Coldstream                                            |
| Connell                     | Paroisse de Simonds                         |                              | Hameau                                                                   |
| Crain Corner                | Paroisse de Kent                            |                              | ?                                                                        |
| Crandlemire Settlement      | Paroisse de Wilmot                          |                              | Ancien nom de Brookville                                                 |
| Cronk Settlement            | Paroisse de Wicklow                         |                              | ?                                                                        |
| Culbertson Corner           |                                             |                              | Autre nom de Colbert Corner, regroupé à Newburg                          |
| Currie Corner               | Paroisse d'Aberdeen                         |                              | Regroupé à East Knowlesville                                             |
| Curtis Road                 | Florenceville-Bristol                       |                              | Regroupé à Bristol                                                       |
| Danville                    | Paroisse de Wilmot                          |                              | ?                                                                        |
| Debec                       | -                                           |                              | District de services locaux                                              |
| Deep Creek                  | Paroisse de Brighton                        |                              | Point ferroviaire                                                        |
| Deerville                   | Paroisse de Wilmot                          |                              | Hameau                                                                   |
| Demerchant Settlement       | Paroisse de Kent                            |                              | Ancien nom de Monquart                                                   |
| Dibblee                     | Paroisse de Woodstock                       |                              | Ancienne gare                                                            |
| Dickens                     | Paroisse de Simonds, paroisse de Wilmot     |                              | Ancien nom de Charleston                                                 |
| Digby Corner                | Paroisse de Wilmot                          |                              | Hameau                                                                   |
| Divide                      | Paroisse d'Aberdeen                         |                              | Hameau                                                                   |
| Dow Settlement              | Paroisse de Brighton                        |                              | Regroupé à East Brighton                                                 |
| East Brighton               | Paroisse de Brighton                        |                              | Hameau                                                                   |
| East Centreville            | Paroisse de Wicklow                         |                              | Hameau                                                                   |
| East Cloverdale             | Paroisse de Brighton                        |                              | Hameau                                                                   |
| East Coldstream             | Paroisse de Brighton                        |                              | Hameau                                                                   |
| East Florenceville          | Florenceville-Bristol                       |                              | Regroupé à Florenceville, désormais un quartier de Florenceville-Bristol |
| East Glassville             | Paroisse d'Aberdeen                         |                              | Hameau                                                                   |
| East Glassville             | Paroisse d'Aberdeen                         |                              | Probablement un nom ancien de Foreston                                   |
| East Knowlesville           | Paroisse d'Aberdeen                         |                              | Hameau                                                                   |
| East Newbridge              | Paroisse de Northampton                     |                              | Hameau                                                                   |
| East Waterville             | Paroisse de Wakefield                       |                              | Regroupé à Rosedale                                                      |
| Eel River Station           | Benton                                      |                              | Ancien nom de Benton                                                     |
| Egypt                       | Paroisse de Kent                            |                              | Regroupé à Fielding                                                      |
| Elmwood                     | Paroisse de Richmond                        |                              | Hameau                                                                   |
| Elmwood Station             | Paroisse de Richmond                        |                              | Point ferroviaire                                                        |
| Esdraelon                   | Paroisse d'Aberdeen                         |                              | Hameau                                                                   |
| Falls Brook                 | Paroisse de Brighton                        |                              | ?                                                                        |
| Farley's Mills              | Paroisse d'Aberdeen                         |                              | Ancien nom d'Esdraelon                                                   |
| Farmerston                  | Paroisse de Wakefield                       |                              | Regroupé à Jacksontown                                                   |
| Ferryville                  | Paroisse de Northampton                     |                              | Regroupé à Northampton                                                   |
| Fielding                    | Paroisse de Kent                            |                              | Hameau                                                                   |
| Flemmington                 | Paroisse de Woodstock                       |                              | Hameau                                                                   |
| Florenceville               | Florenceville-Bristol                       |                              | Quartier                                                                 |
| Florenceville East          |                                             |                              | Autre nom de East Florenceville, regroupé à Florenceville                |
| Florenceville-Bristol       | -                                           |                              | Ville                                                                    |
| Florenceville Station       | Paroisse de Peel                            |                              | Ancienne gare                                                            |
| Foreston                    | Paroisse d'Aberdeen                         |                              | Hameau                                                                   |
| Forsythe Corner             | Paroisse de Wicklow                         | 46° 29′ 20″ N, 67° 41′ 29″ O | Regroupé à Wakem Corner                                                  |
| Giberson Settlement         | Paroisse de Kent                            |                              | Hameau                                                                   |
| Glassville                  | -                                           |                              | District de services locaux                                              |
| Glenravel                   | Paroisse de Brighton                        |                              | Regroupé à East Brighton                                                 |
| Golden Ridge                | Paroisse d'Aberdeen                         |                              | Village fantôme                                                          |
| Good Corner                 | Paroisse de Wilmot                          |                              | Hameau                                                                   |
| Gordonsville                | Paroisse de Kent                            |                              | Hameau                                                                   |
| Grafton                     | Paroisse de Northampton                     |                              | Hameau                                                                   |
| Grafton Hill                | Paroisse de Northampton                     |                              | Hameau                                                                   |
| Gray Ridge                  | Paroisse d'Aberdeen                         |                              | Ancien nom de South Ridge                                                |
| Graytown                    | Paroisse de Northampton                     |                              | Ancien nom de Pembroke                                                   |
| Green Road                  | Paroisse de Richmond                        |                              | Hameau                                                                   |
| Greenfield                  | Paroisse de Wicklow                         |                              | Hameau                                                                   |
| Greenville                  | Paroisse de Richmond                        |                              | Ancienne gare                                                            |
| Gregg Settlement            | Paroisse de Wicklow                         |                              | Hameau                                                                   |
| Grey Ridge                  | Paroisse d'Aberdeen                         |                              | Ancien nom de South Ridge                                                |
| Hale                        | Paroisse de Brighton                        |                              | Hameau                                                                   |
| Haley Corner                | Paroisse de Kent                            |                              | ?                                                                        |
| Halls Corner                | Paroisse de Kent                            |                              | Hameau                                                                   |
| Hardscabble                 | Paroisse de Woodstock                       |                              | Ancien nom d'Upper Woodstock                                             |
| Harten Corner               | Paroisse de Northampton                     |                              | Lieu-dit                                                                 |
| Hartford                    | Paroisse de Wakefield                       |                              | Hameau                                                                   |
| Hartland                    | -                                           | 46° 18′ 10″ N, 67° 31′ 17″ O | Ville                                                                    |
| Hartley Settlement          | Paroisse de Wicklow                         |                              | Hameau                                                                   |
| Haut-Kent                   | -                                           |                              | District de services locaux                                              |
| Havelock Settlement         | Paroisse de Brighton                        |                              | Ancien nom d'East Brighton                                               |
| Hay Settlement              | Paroisse de Woodstock                       |                              | Regroupé à Hillman                                                       |
| Hayden Ridge                | Paroisse d'Aberdeen                         |                              | ?                                                                        |
| Hemphill Corner             | Paroisse d'Aberdeen                         |                              | Hameau                                                                   |
| Highgate                    | Paroisse de Brighton                        |                              | Regroupé à Pole Hill                                                     |
| Highlands                   | Paroisse d'Aberdeen                         |                              | Hameau                                                                   |
| Hillman                     | Paroisse de Woodstock                       |                              | Hameau                                                                   |
| Holmesville                 | Paroisse de Kent                            |                              | Hameau                                                                   |
| Houlton Road                | Paroisse de Woodstock                       |                              | Hameau                                                                   |
| Howard Brook                | Paroisse de Brighton                        |                              | Hameau                                                                   |
| Hunters Corner              | Paroisse de Wilmot                          |                              | Hameau                                                                   |
| Indian Village              | Woodstock 23                                |                              | Village                                                                  |
| Irish Settlement            | Paroisse de Richmond                        |                              | Hameau                                                                   |
| Ivey Corner                 | Paroisse de Richmond                        |                              | Ancien nom de Limestone                                                  |
| Ivy Corner                  | Paroisse de Richmond                        |                              | Hameau                                                                   |
| Jackson Falls               | Paroisse de Wakefield                       |                              | Hameau                                                                   |
| Jacksontown                 | Paroisse de Wakefield                       |                              | Hameau                                                                   |
| Jacksonville                | Paroisse de Woodstock                       |                              | Hameau                                                                   |
| Jericho                     | Paroisse de Peel                            |                              | Hameau                                                                   |
| Johnville                   | Paroisse de Kent                            |                              | Hameau                                                                   |
| Junction Switch             | Paroisse de Northampton                     |                              | Probablement un ancien nom de Newburgh Junction                          |
| Juniper                     | Paroisse d'Aberdeen                         |                              | Hameau                                                                   |
| Juniper Station             | Paroisse d'Aberdeen                         |                              | Hameau                                                                   |
| Kennedy Settlement          | Hartland                                    |                              | Regroupé à Hartland                                                      |
| Kenneth                     | Paroisse de Kent                            |                              | Village fantôme                                                          |
| Kent, paroisse de           | -                                           |                              | Paroisse civile                                                          |
| Kent Station                | Florenceville-Bristol                       |                              | Regroupé à Bristol, désormais une partie de Florenceville-Bristol        |
| Ketchum Ridge               | Paroisse d'Aberdeen                         |                              | Hameau                                                                   |
| Kilfoil                     | Paroisse de Kent                            |                              | Hameau                                                                   |
| Killoween                   | Paroisse de Kent                            |                              | Hameau                                                                   |
| Kilmarnock                  | Paroisse de Northampton                     |                              | Ferme                                                                    |
| Kirkland                    | Paroisse de Richmond                        |                              | Hameau                                                                   |
| Knowlesville                | Paroisse d'Aberdeen                         |                              | Hameau                                                                   |
| Knoxford                    | Paroisse de Wicklow                         |                              | Hameau                                                                   |
| Knoxford Settlement         | Paroisse de Wicklow                         |                              | Regroupé à Lower Greenfield                                              |
| Lakeville                   | -                                           |                              | District de services locaux                                              |
| Lambs Poor                  | Paroisse de Richmond                        |                              | Ancien nom d'Elmwood                                                     |
| Lamoreaux Corner            | Paroisse de Wicklow                         |                              | Hameau                                                                   |
| Lansdowne                   | Paroisse de Peel                            | 46° 23′ 01″ N, 67° 31′ 09″ O | Hameau                                                                   |
| Lapoint Corner              | Paroisse de Kent                            |                              | ?                                                                        |
| Lewin Road                  | Paroisse de Woodstock                       |                              | Hameau                                                                   |
| Limestone                   | Paroisse de Richmond                        |                              | Hameau                                                                   |
| Lindsay's Seven Tier        | Paroisse de Wakefield                       |                              | Autre nom de Lindsay                                                     |
| Lindsay                     | Paroisse de Wakefield                       |                              | Hameau                                                                   |
| Linville                    | Paroisse de Kent                            |                              | Hameau                                                                   |
| Listerville                 | Paroisse de Wicklow                         |                              | Hameau                                                                   |
| Little Forks                | Paroisse de Brighton                        |                              | Regroupé à East Cloverdale                                               |
| Lockharts Mill              | Paroisse de Kent                            |                              | Hameau                                                                   |
| Long Settlement             | Paroisse de Wilmot                          |                              | Hameau                                                                   |
| Lower Bloomfield            | Paroisse de Wilmot                          |                              | Hameau                                                                   |
| Lower Brighton              | Paroisse de Brighton                        |                              | Hameau                                                                   |
| Lower Cloverdale            | Paroisse de Brighton                        |                              | Hameau                                                                   |
| Lower Greenfield            | Paroisse de Wicklow                         |                              | Hameau                                                                   |
| Lower Northampton           | Upper and Lower Northampton                 |                              | Hameau                                                                   |
| Lower Royalton              | Paroisse de Wicklow                         |                              | Hameau                                                                   |
| Lower Wakefield             | Paroisse de Wakefield                       |                              | Hameau                                                                   |
| Lower Waterville            | Paroisse de Wakefield                       |                              | Hameau                                                                   |
| Lower Windsor               | Paroisse de Brighton                        |                              | Hameau                                                                   |
| Lower Woodstock             | Paroisse de Woodstock                       |                              |                                                                          |
| MacIntosh Mill              | Paroisse d'Aberdeen                         |                              | Hameau                                                                   |
| Mainstream                  | Paroisse de Brighton                        |                              | Hameau                                                                   |
| Manitoba Hall               | Paroisse de Richmond                        |                              | Regroupé à Elmwood                                                       |
| Mapledale                   | Paroisse de Woodstock                       |                              | Hameau                                                                   |
| Maplehurst                  | Paroisse de Kent                            |                              | Hameau                                                                   |
| Mapleton                    | Paroisse d'Aberdeen                         |                              | ?                                                                        |
| Mars Hill                   | Paroisse de Wicklow                         |                              | Ancien nom de Listerville                                                |
| Martins Crossing            | Paroisse de Kent                            |                              | ?                                                                        |
| Maxwell Settlement          | Paroisse de North Lake                      |                              | Hameau                                                                   |
| McCafferty Settlement       | Paroisse de Simonds                         |                              | Regroupé à Middle Simonds                                                |
| McDougal Settlement         | Paroisse de Kent                            |                              | Ancien nom de Moose Mountain                                             |
| McEwans Settlement          | Paroisse d'Aberdeen                         |                              | Village fantôme                                                          |
| McGinley Field              | Paroisse de Northampton                     |                              | ?                                                                        |
| McGrath Corner              | Paroisse de Wicklow                         |                              | Hameau                                                                   |
| McKeaghan                   | Paroisse de Wilmot                          |                              | Hameau                                                                   |
| McKenna                     | Paroisse de Brighton                        |                              | Hameau                                                                   |
| McKenzie Corner             | Paroisse de Richmond                        |                              | Hameau                                                                   |
| McKim Corner                | Paroisse de Kent                            |                              | ?                                                                        |
| McMonagle Corner            | Paroisse de Wicklow                         |                              | Hameau                                                                   |
| Meductic                    | -                                           |                              | Village                                                                  |
| Meductic                    | Woodstock                                   |                              | Ancien nom de Woodstock                                                  |
| Meduxnekeag                 | Paroisse de Wakefield                       |                              | ?                                                                        |
| Middle Greenfield           | Paroisse de Wicklow                         |                              | ?                                                                        |
| Middle Simonds              | Paroisse de Simonds                         |                              | ?                                                                        |
| Mineral                     | Paroisse de Kent                            |                              | Hameau                                                                   |
| Monquart                    | Paroisse de Kent                            |                              | Hameau                                                                   |
| Monument                    | Paroisse de Richmond                        |                              | Hameau                                                                   |
| Monument Settlement         | Paroisse de Richmond                        |                              | Ancien nom de Monument                                                   |
| Moose Mountain              | Paroisse de Kent                            |                              | Hameau                                                                   |
| Mount Pleasant              | Paroisse de Peel                            |                              | Hameau                                                                   |
| Mountain Settlement         | Paroisse de Richmond                        |                              | ?                                                                        |
| Mountain View               | Paroisse de Brighton                        |                              | Hameau                                                                   |
| Mouth of Becaguimec         | Hartland                                    |                              | Ancien nom d'Hartland                                                    |
| Munquart                    | Bath                                        |                              | Ancien nom de Bath                                                       |
| Murphy Corner               | Paroisse de Kent                            |                              | Hameau                                                                   |
| Newbridge                   | Paroisse de Northampton                     |                              | Hameau                                                                   |
| Newburg                     | Paroisse de Northampton                     |                              | Hameau                                                                   |
| Newburgh                    | Paroisse de Northampton                     |                              | Ancien nom de Newburg                                                    |
| Newburgh                    | Paroisse de Northampton                     |                              | Ancien nom de Newburg Junction                                           |
| Newburg Junction            | Paroisse de Northampton                     |                              |                                                                          |
| Nix Field                   | Paroisse de Northampton                     |                              | ?                                                                        |
| Nixon                       | Paroisse de Brighton                        |                              | Point ferroviaire                                                        |
| Northampton, paroisse de    | -                                           |                              | Paroisse civile                                                          |
| North Richmond              | Paroisse de Richmond                        |                              | Ancien nom de Richmond Settlement                                        |
| North Ridge                 | Paroisse d'Aberdeen                         |                              | Hameau                                                                   |
| Northampton                 | Paroisse de Northampton                     |                              | Hameau                                                                   |
| Northfield                  | Paroisse d'Aberdeen                         |                              | Hameau                                                                   |
| Northville Settlement       | Paroisse de Brighton                        |                              | Ancien nom de Carlisle                                                   |
| O'Donnell Corner            | Paroisse de Kent                            |                              | ?                                                                        |
| O'Donnell Settlement        | Paroisse de Richmond                        |                              | Ancien nom de Limestone                                                  |
| Oak                         | Paroisse de Richmond                        |                              | Point ferroviaire                                                        |
| Oak Mountain                | Paroisse de Richmond                        |                              | Hameau                                                                   |
| Oakland                     | Paroisse de Peel                            |                              | Hameau                                                                   |
| Oaktown                     | Paroisse de Kent                            |                              | Hameau                                                                   |
| Oakville                    | Paroisse de Wakefield                       |                              | Hameau                                                                   |
| Orchards Corner             | Paroisse de Wicklow                         |                              | Lieu-dit                                                                 |
| Palmer Corner               | Paroisse de Wakefield                       |                              | ?                                                                        |
| Palmer Settlement           | Paroisse de Simonds                         |                              | Regroupé à Middle Simonds                                                |
| Parks Hill                  | Paroisse de Richmond                        |                              | Lieu-dit                                                                 |
| Peel                        | Paroisse de Peel                            |                              | Hameau                                                                   |
| Peel, paroisse de           | -                                           |                              | Paroisse civile                                                          |
| Pembroke                    | Paroisse de Northampton                     |                              | Hameau                                                                   |
| Perkins Corner              | Centreville                                 |                              | Ancien nom de Centreville                                                |
| Phillips                    | Paroisse de Northampton                     |                              | ?                                                                        |
| Piercemont                  | Paroisse de Kent                            |                              | Hameau                                                                   |
| Pioneer                     | Paroisse de Wilmot                          |                              | Hameau                                                                   |
| Plymouth                    | Paroisse de Woodstock                       |                              | Hameau                                                                   |
| Pole Hill                   | Paroisse de Brighton                        |                              | Hameau                                                                   |
| Porten Settlement           | Paroisse de Woodstock                       |                              | Village fantôme                                                          |
| Presque Isle                | Paroisse de Simonds                         |                              | Ancien nom de Connell                                                    |
| Prosser Settlement          | Paroisse de Simonds                         |                              | Regroupé à Middle Simonds                                                |
| Rankin Mills                | Benton                                      |                              | Ancien nom de Benton                                                     |
| Riceville                   | Paroisse de Woodstock                       |                              | Hameau                                                                   |
| Richmond, paroisse de       | -                                           |                              | Paroisse civile                                                          |
| Richmond Corner             | Paroisse de Richmond                        |                              | Hameau                                                                   |
| Richmond Settlement         | Paroisse de Richmond                        |                              | Hameau                                                                   |
| River de Chute Siding       | Paroisse de Kent                            |                              | Hameau                                                                   |
| Riverbank                   | Paroisse de Peel                            |                              | Hameau                                                                   |
| Rockland                    | Coldstream                                  |                              | Ancien nom de Coldstream                                                 |
| Rockville                   | Coldstream                                  |                              | Ancien nom de Coldstream                                                 |
| Rockwell Settlement         | Paroisse de Wakefield                       |                              | ?                                                                        |
| Rosedale                    | Paroisse de Wakefield                       |                              | Hameau                                                                   |
| Rosine                      | Paroisse de Kent                            |                              | Ancien nom de Monquart                                                   |
| Royalton                    | Paroisse de Wicklow                         |                              | Hameau                                                                   |
| Ruther Glen                 | Paroisse d'Aberdeen                         |                              | Village fantome                                                          |
| Sainte-Anne                 | Woodstock 23                                |                              | Ancien nom d'Indian Village                                              |
| Seedahn                     | Woodstock 23                                |                              | Ancien nom d'Indian Village                                              |
| Scotch Corner               | Paroisse de Richmond                        |                              | ?                                                                        |
| Scott Settlement            | Paroisse de Wakefield                       |                              | Regroupé à Hartford                                                      |
| Second Tier                 | Paroisse de Wakefield                       |                              | Regroupé à Rosedale                                                      |
| Seymour Corner              | Paroisse d'Aberdeen                         |                              | ?                                                                        |
| Shawville                   | Paroisse de Northampton                     |                              | Regroupé à Pembroke                                                      |
| Shewan                      | Paroisse de Northampton                     |                              | ?                                                                        |
| Shikatehawk                 | Florenceville-Bristol                       |                              | Ancien nom de Bristol, désormais un quartier de Florenceville-Bristol    |
| Silverdale                  | Paroisse de Wakefield                       |                              | Ancien nom de Lower Wakefield                                            |
| Simonds                     | Paroisse de Simonds                         |                              | Hameau                                                                   |
| Simonds, paroisse de        | -                                           |                              | Paroisse civile                                                          |
| Skedaddle Ridge             | Paroisse d'Aberdeen et paroisse de Brighton |                              | Hameau                                                                   |
| Smiths Corner               | Paroisse d'Aberdeen                         | 46° 30′ 45″ N, 67° 20′ 25″ O | Ancien nom d'Argyle                                                      |
| Somerville                  | -                                           |                              | District de services locaux                                              |
| South Carleton              | Paroisse de Woodstock                       |                              | Ancien nom d'Houlton Road                                                |
| South Gordonsville          | Paroisse de Peel                            |                              | Hameau                                                                   |
| South Greenfield            | Paroisse de Wakefield                       |                              | Hameau                                                                   |
| South Johnville             | Paroisse de Kent                            |                              | Hameau                                                                   |
| South Knowlesville          | Paroisse d'Aberdeen et paroisse de Brighton |                              | Hameau                                                                   |
| South Newbridge             | Paroisse de Northampton                     |                              | Ancien nom de Newbridge                                                  |
| South Newburgh              | Paroisse de Northampton                     |                              | Ancien nom de Newbridge                                                  |
| South Richmond              | Paroisse de Richmond                        |                              | Ancien nom de Blowdown                                                   |
| South Ridge                 | Paroisse d'Aberdeen                         |                              | Hameau                                                                   |
| Sparkle                     | Paroisse d'Aberdeen                         |                              | ?                                                                        |
| Speerville                  | Paroisse de Woodstock                       |                              | Hameau                                                                   |
| Springfield                 | Paroisse de Woodstock                       |                              | Hameau                                                                   |
| Spur Settlement             | Paroisse de Woodstock                       |                              | Regroupé à Lower Woodstock                                               |
| Saint-Thomas                | Paroisse de Simonds                         |                              | Hameau                                                                   |
| Starkey's Corner            | Paroisse de Richmond                        |                              | ?                                                                        |
| Stewart Corner              | Paroisse de Brighton                        |                              | Regroupé à Pole Hill                                                     |
| Stickney                    | Paroisse de Peel                            |                              | Hameau                                                                   |
| Stormdale                   | Paroisse de Brighton                        |                              | Regroupé à Mainstream                                                    |
| Strong Corner               | Paroisse de Simonds                         |                              | Hameau                                                                   |
| Summerfield                 | Paroisse de Wicklow                         |                              | Hameau                                                                   |
| Swamp Road                  | Paroisse de Richmond                        |                              | Ancien nom d'Elmwood                                                     |
| Sweeney Corner              | Paroisse de Kent                            |                              | ?                                                                        |
| Tapley Mills                | Paroisse de Richmond                        |                              | Regroupé à Teeds Mills                                                   |
| Tarrtown                    | Paroisse de Kent                            |                              | Hameau                                                                   |
| Teeds Mills                 | Paroisse de Richmond                        |                              | Hameau                                                                   |
| The Cape                    | Paroisse de Northampton                     |                              | ?                                                                        |
| The Creek                   | Woodstock                                   |                              | Ancien nom de Woodstock                                                  |
| The Forks                   | Paroisse d'Aberdeen                         |                              | Lieu-dit                                                                 |
| Thomas Corner               | Paroisse de Wicklow                         |                              | ?                                                                        |
| Tracey Mills                | Paroisse de Wicklow                         |                              | Hameau                                                                   |
| Tweedie                     | Paroisse de Wicklow                         |                              | Hameau                                                                   |
| Union Corner                | Paroisse de Richmond                        |                              | Hameau                                                                   |
| Upper and Lower Northampton | -                                           |                              | District de services locaux                                              |
| Upper Brighton              | Paroisse de Brighton                        |                              | Hameau                                                                   |
| Upper Kent                  | Haut-Kent                                   |                              | Autre nom de Haut-Kent                                                   |
| Upper Knoxford              | Paroisse de Wicklow                         |                              | Hameau                                                                   |
| Upper Northampton           | Upper and Lower Northampton                 |                              | Hameau                                                                   |
| Upper Peel                  | Florenceville-Bristol                       |                              | Regroupé à Florenceville, désormais un quartier de Florenceville-Bristol |
| Upper Royalton              | Paroisse de Wicklow                         |                              | Hameau                                                                   |
| Upper Waterville            | Paroisse de Wakefield                       |                              | Hameau                                                                   |
| Upper Wicklow               | Paroisse de Wicklow                         |                              | Hameau                                                                   |
| Upper Woodstock             | Paroisse de Woodstock                       |                              | Hameau                                                                   |
| Valley                      | Paroisse de Woodstock                       |                              | Hameau                                                                   |
| Victoria Corner             | Paroisse de Wakefield                       |                              | Hameau                                                                   |
| Victoria Settlement         | Paroisse de Peel                            |                              | Ancien nom de Mount Pleasant                                             |
| Vinegar Hill                | Paroisse de Northampton                     |                              | Ancien nom de Grafton Hill                                               |
| Wakefield                   | Paroisse de Wakefield                       |                              | Hameau                                                                   |
| Wakefield Centre            | Paroisse de Wakefield                       |                              | ?                                                                        |
| Wakefield, paroisse de      | -                                           |                              | Paroisse civile                                                          |
| Wakem Corner                | Paroisse de Wicklow                         | 46° 29′ 20″ N, 67° 41′ 29″ O | Hameau                                                                   |
| Walton Settlement           | Paroisse de Wakefield                       |                              | Regroupé à Waterville                                                    |
| Waterville                  | Paroisse de Wakefield                       |                              | Hameau                                                                   |
| Watson Settlement           | Paroisse de Richmond                        |                              | Hameau                                                                   |
| Welch                       | Paroisse d'Aberdeen                         |                              | Village fantôme                                                          |
| West Glassville             | Paroisse d'Aberdeen                         |                              | Hameau                                                                   |
| Weston                      | Paroisse de Wilmot                          |                              | Hameau                                                                   |
| Wheeler's Corner            | Centreville                                 |                              | Ancien nom de Centreville                                                |
| White Glen                  | Paroisse de Wilmot                          |                              | Regroupé à Williamstown                                                  |
| Whitehouse Corner           | Paroisse d'Aberdeen                         |                              | Regroupé à Knowlesville                                                  |
| Wickham                     | Paroisse de Richmond                        |                              | Hameau                                                                   |
| Wicklow                     | Paroisse de Wicklow                         |                              | Hameau                                                                   |
| Wicklow, paroisse de        | -                                           |                              | Paroisse civile                                                          |
| Williamstown                | Paroisse de Wilmot                          |                              | Hameau                                                                   |
| Wilmot                      | Paroisse de Wilmot                          |                              | Hameau                                                                   |
| Wilmot, paroisse de         | -                                           |                              | Paroisse civile                                                          |
| Windsor                     | Paroisse de Brighton                        |                              | Hameau                                                                   |
| Woodlawn                    | Paroisse de Richmond                        |                              | Regroupé à Starkey's Corner                                              |
| Woodstock                   | -                                           |                              | Ville                                                                    |
| Woodstock Road Station      | Paroisse de Richmond                        |                              | Regroupé à Richmond Corner                                               |
| Woodstock, paroisse de      | -                                           |                              | Paroisse civile                                                          |
| Woodstock 23                | -                                           |                              | Réserve indienne                                                         |